# Maria vom heiligen Rosenkranz (Nettlingen)

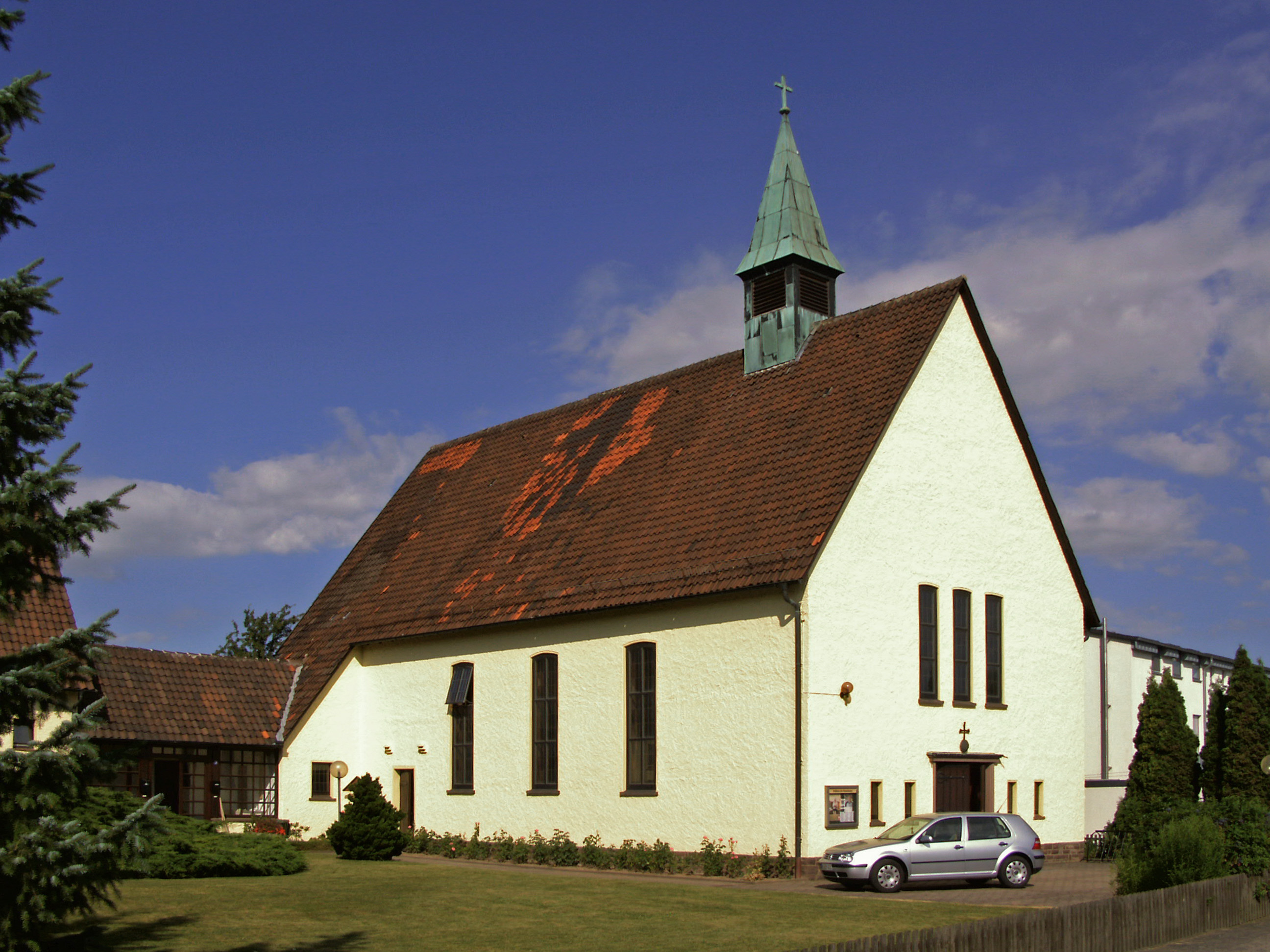
Katholische Kirche Maria vom heiligen Rosenkranz in Nettlingen

Maria vom heiligen Rosenkranz, auch Rosenkranzkirche genannt, ist die römisch-katholische Kirche im Ortsteil Nettlingen der Gemeinde Söhlde im niedersächsischen Landkreis Hildesheim. Sie gehört heute zur Pfarrgemeinde St. Nikolaus Ottbergen im Dekanat Borsum-Sarstedt des Bistums Hildesheim.

## Geschichte
Seit der Einführung der Reformation 1568 im Ort Nettlingen, mit der evangelischen Kirche St. Maria, besuchten die katholischen Christen des Ortes die Kirche St. Michael in Dingelbe. 
Im Jahre 1934 pachtete die katholische Familie Henze in Nettlingen das Schloss Nettlingen und das Rittergut. Sie richtete dort eine Kapelle ein, in der am Sonntag ein katholischer Gottesdienst gefeiert werden konnte. Die Anzahl der Gottesdienstbesucher, zu denen auch die Katholiken aus Bettrum und dem Weiler Helmersen gehörten, stieg nach 1945 durch den Flüchtlingsstrom aus dem Osten auf 800 an. Nach Ablauf des Pachtvertrages mit der Familie Henze wurde der Bau einer eigenen Pfarrkirche geplant. Unter Mitarbeit der Gemeinden Nettlingen und Bettrum sowie der finanziellen Unterstützung von Pastor Johannes Machowiak, der unter dem NS-Regime im Konzentrationslager war und seine KZ-Entschädigungsgelder beisteuerte, konnte am 25. Juli 1955 der Grundstein gelegt werden. Am 18. Dezember desselben Jahres wurde die Kirche Maria vom heiligen Rosenkranz, mit den Zusatzpatronaten St. Bruno und Ursula durch den Weihbischof Johannes Bydolek geweiht. Zum Einzugsgebiet der Nettlinger Kirchengemeinde gehörten die Ortschaften Bettrum und Feldbergen sowie der Weiler Helmersen.
Am 1. November 2014 wurde die Pfarrgemeinde St. Nikolaus mit Sitz in Ottbergen errichtet. In diesem Zusammenhang wurde die Pfarrgemeinde Maria vom heiligen Rosenkranz in Nettlingen aufgehoben und der neu errichteten Pfarrgemeinde zugeordnet, zu der bei der Gründung etwa 3400 Katholiken zählten. Maria vom heiligen Rosenkranz ist seitdem eine Filialkirche von St. Nikolaus Ottbergen.